# Regnkatastrofen på Fulufjället 1997

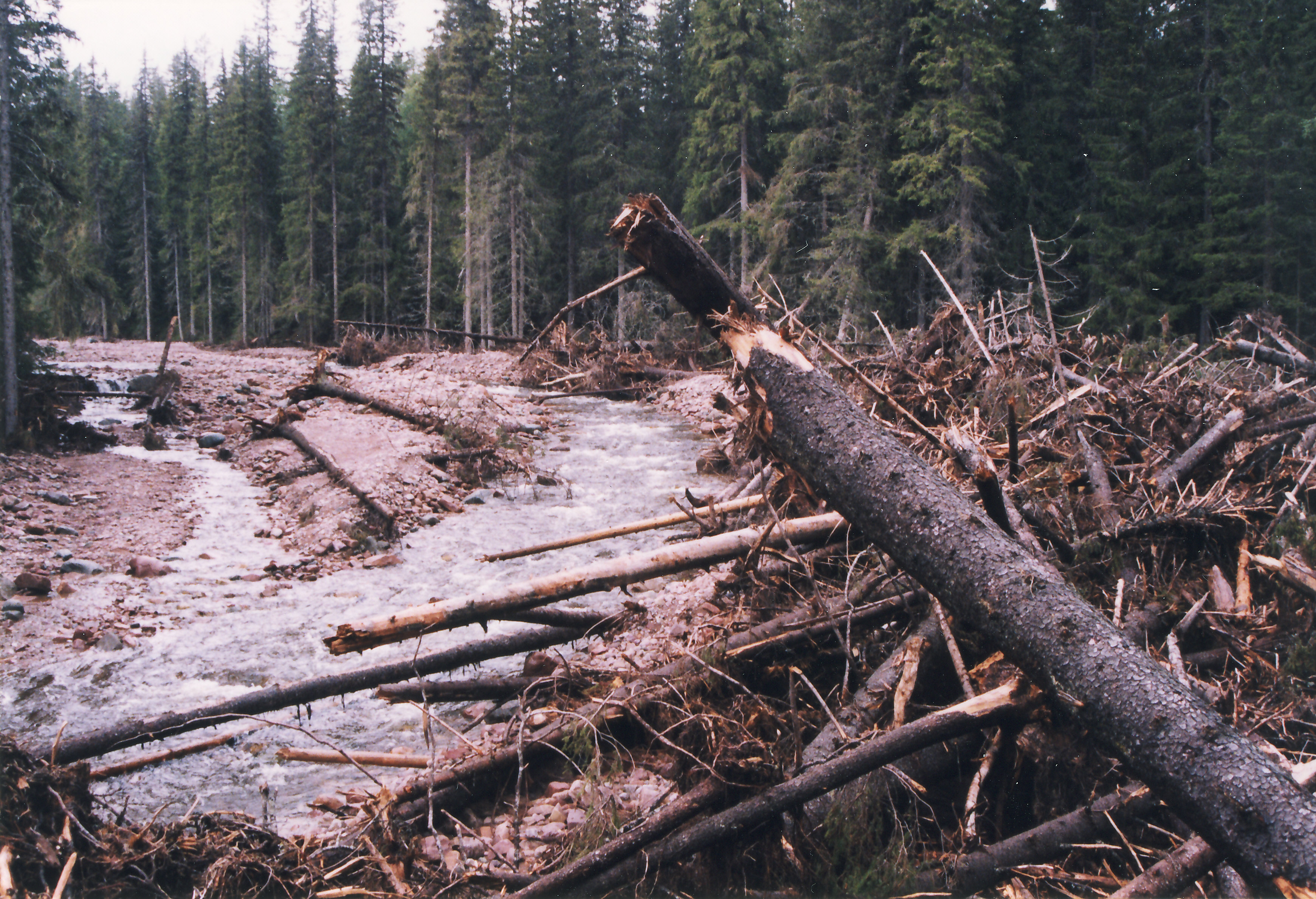
Skador vid Stora Göljån, nära vägen från Mörkret, juni 1998.

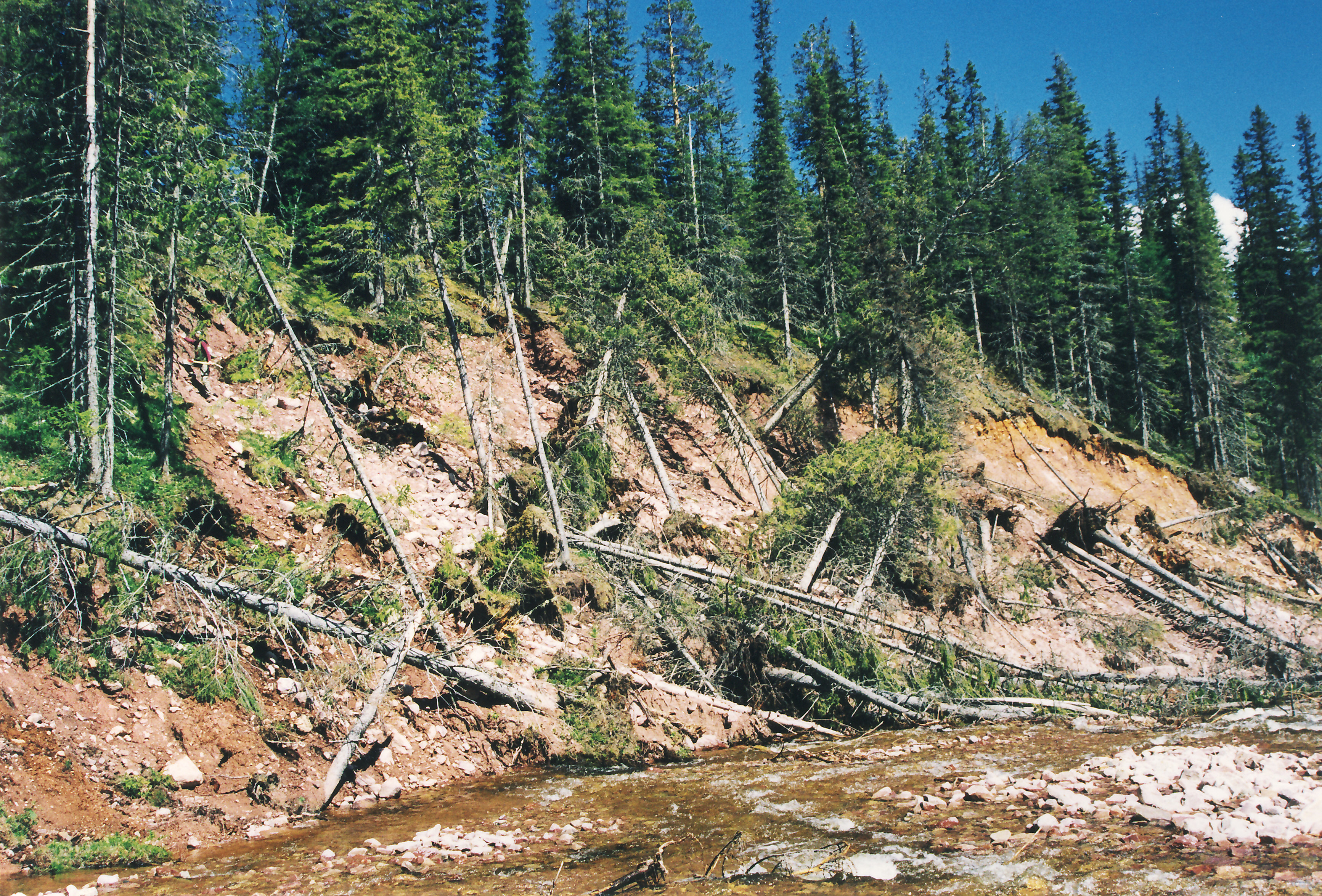
Stora Göljåns ravin, 1999.

Regnkatastrofen på Fulufjället 1997 var en naturkatastrof i norra Dalarna natten mellan den 30 och den 31 augusti 1997, efter extrema skyfall i Fulufjällets nationalpark. Det berörda området var obebyggt och är sedan 2002 en del av nationalparken.
Ovädret, och de regnmängder och flödestoppar det åstadkom, är bland de värsta som inträffat i Sverige. Endast ett tidigare fall är känt i Sverige, där högväxt skog dragits med av svällande vattendrag, och det gällde då ett betydligt mindre område vid sjön Ajaure i Umeälvens övre lopp.

## Förlopp

### Väderläget
På eftermiddagen den 29 augusti började kall luft långsamt att tränga in västerifrån över Götaland och södra Norge. Kallfronten var nästan helt inaktiv och utan nederbörd denna dag. Den 30 augusti utbröt ett kraftigt åskväder och varm och fuktig luft fördes med tilltagande vind upp från sydost. Det hölls emot från nordost av ett högtryck över norra Finland och Kolahalvön. Fronten stannade upp över norra Värmland och västra Dalarna, vilket anses vara en mycket viktig förklaring till att det blev en regnkatastrof.
Drygt 700 blixtnedslag registrerades över Fulufjället och kan vara räknat i underkant. De allra flesta blixtnedslagen skedde på kvällen den 30 augusti, framför allt mellan klockan 7 och 9. Det intensiva regnet höll på i flera timmar. Snart ledde detta med snabbt stigande nivåer i vattendragen till kraftig erosion med bortspolning av jord och sand. Vattenmassorna underminerade träd och drog med dem. Brötar byggdes upp och grus och sten avsattes på litet lugnare ställen och tvingade in vattnet i nya fåror. Detta skedde i bäckar och åar som Tangån, Tangbäcken, Storhöljan, Särkån, Stora Göljån, Lilla Göljån, Kloran, Grundsillerbäcken och Björbäcken, vilka alla rinner ut i Fulan och Görälven.

### Nederbörd och vattenföring
Före skyfallet på Fulufjället hade den största kända privata och trovärdiga noteringen på dygnsnederbörd i Sverige gjorts i Vånga i nordöstra Skåne av fruktodlaren Niklas Persson den 31 juli 1959, då han mätte upp 260 millimeter mellan klockan 5 på morgonen och 7 på kvällen. Skyfallet på Fulufjället mättes upp av privatpersoner på fiskecampen Rösjöstugan på fjället till 276 millimeter. Det allra mesta föll från sena eftermiddagen den 30 augusti fram till tidig morgon den 31 augusti.
Beräkningar av SMHI visar att regnmängden kan ha uppgått till uppemot 400 millimeter längs Fulufjällets östra kam och sluttning, motsvarande en halv normal årsnederbörd. Det rör sig om en unik regnmängd också i ett internationellt perspektiv. I samma storleksordning har i Europa mätts upp 447 millimeter i Le Caylar i Hérault i Frankrike 1992 och 420 millimeter i Mas de Ponge nära Nîmes i Gard i Frankrike 1988. Bägge dessa mätningar skedde under höstmånader med ungefär sådana temperaturförhållanden som gäller sommartid i Sverige.
Avrinningsområdena för områdets två floder som rinner österut är måttligt stora, med 882 km² för Fulan och 1101 km² för Görälven. I Fulan nedströms berget uppmättes på natten den 30–31 augusti ett maximalt vattenflöde med ett timvärde på 317 m³/s, mot omkring 10 m³/s ett dygn tidigare och en medelvattenföring vid den aktuella årstiden på 17 m³/s.
Vid två vattenföringsstationer före Fulans och Görälvens förenande i Västerdalälven registrerades nytt rekord i dygnsvattenföring i Fulan och det näst högsta i Görälven. Beträffande Tangåns utlopp i Görälven uppskattas det maximala flödet ha uppnått 300 m³/s.

### Skador
De materiella skadorna var betydligt värre än vid något tidigare känt skyfall i Sverige. Ungefär 10 000 m³ skog förstördes, mestadels granar på 20–30 meters längd, men ingen människa kom till skada. En skolklass från Hudiksvall hade fastnat vid Rörsjöarna på Fulufjället och blev hämtade av polishelikopter ner från fjället. Vid raststugan strax söder om Lilla Göljån övernattade den 30–31 augusti två par i varsin husvagn, vilka blev närvittnen till det intensiva åskvädret och det kopiösa regnandet. Detta regnoväder var sannolikt det värsta som skett i Sverige när det gäller stora regnmängder på kort tid, och det ledde till en förödande erosion.
Regnmängden spolade bort allt i sin väg i bäck- och åfårorna på östra sidan av Fulufjället, framför allt i Göljeåarnas dalgångar. Skadorna blev värst vid Stora Göljån och något mindre vid Lilla Göljån, vars avrinningsområde är ungefär 14 km² mot Stora Göljåns 22 km². Andra omfattande skador åstadkoms längs Kloran och Tangån. Mängden skog som bröts sönder har uppskattats 10 000 m³, motsvarande ungefär 10 000 fullväxta träd, främst längs Göljåarna och de andra vattendragen på östsidan av fjället.
Vägar och broar spolades bort, framförallt vägarna runt byn Mörkret och längs med Fulan mot byn Sörsjön, men också vägen vid byn Sågliden mellan Idre och Grövelsjön. Vägen ner mot Mörkret från Särna var helt avskuren och två broar på vägen från Mörkret upp mot Njupeskärsparkeringen spolades bort. Byn Sörsjön dränktes av vatten.
Stora Göljån, som tidigare haft sitt utlopp omkring 350 meter norr om Lilla Göljån, böjdes av mot söder och gick ut i Lilla Göljåns gamla lopp nära vägen. Detta senare lopp vek i sin tur också av, och Lilla Göljån förde det mesta av sitt vatten söderut i en ny fåra. Omkring   hundra meter nedströms vägen gick den emellertid ut i sitt gamla lopp, och åarna går sedan dess ut i Fulan i ett gemensamt utflöde.

### Effekter 25 år senare[2]
Efter 25 år har spåren efter regnkatastrofen till del läkts. De stora timmerbrötarna har sjunkit ihop och växtligheten har kommit tillbaka. Vattenlevande mossor har återkoloniserat blocken i åarna och kärlväxterna har gradvist vandrat in. Kvar finns de stora öknarna av stenar, som rullade med det forsande vattnet och nu ligger som steniga områden, med viss grönska här och var. Ormbunkar, lavar, svampar och träd frodas i det som tidigare var en skog. Spåren av skövlingen är i övrigt svaga.
När regnovädret inträffade var Göljåarnas dalgångar naturreservat. Resterna av en bortspolad skogsbilvägsbro finns kvar. Vid nationalparksbildningen  2002 vidgades den tidigare tänkta nationalparken till att omfatta Göljåns utlopp i Fulan. Den skogsbilväg som tidigare förband Mörkret med Rörsjörna återanlades inte.
Länsstyrelsen i Dalarnas län ordnade två parkeringsplatser för att ge tillgång till regnkatastrofens centrum vid Göljån. Efter katastrofen ordnades en spångad slinga runt Lilla och Stora Göljån och ett utsiktstorn restes intill en stor bröt. Underhållet av denna led har sedermera avbrutits, och tornet revs 2021.